# Esserval-Combe
Esserval-Combe är en kommun i departementet Jura i regionen Bourgogne-Franche-Comté i östra Frankrike. Kommunen ligger i kantonen Nozeroy som tillhör arrondissementet Lons-le-Saunier. År 2018 hade Esserval-Combe 26 invånare.

## Befolkningsutveckling
Antalet invånare i kommunen Esserval-Combe
Referens:INSEE